# Simone Pignoni

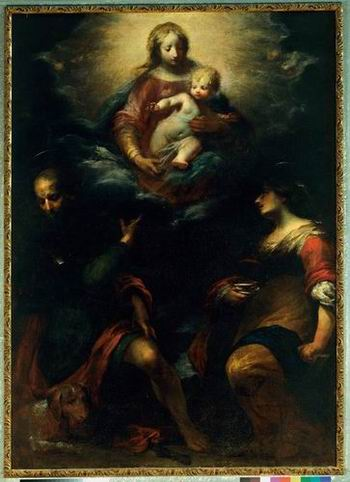
Madonna con il Bambino e i Santi Rocco e Lucia

Simone Pignoni (Firenze, 17 aprile 1611 – Firenze, 16 dicembre 1698) è stato un pittore e scultore italiano.

## Biografia
Simone Pignoni dipinse la Vergine e san Michele (1671) nella basilica della Santissima Annunziata, San Luigi che fornisce un banchetto per il povero (1682), nella chiesa di Santa Felicita a Firenze, commissionata dal conte Luigi Gucciardini; San Carlo Borromeo e santa Maria Maddalena dei Pazzi. 
A Simone Pignoni sono stati attribuiti i dipinti: la Penitente Maddalena, Santa Lucia, Crocefissione fra san Girolamo e sant'Antonio Abate, Maddalena, Madonna col Bambino e santi,  eseguito intorno al 1670 e situato nella chiesa di San Lorenzo a Montalbiolo, Sant'Agata guarita da san Pietro (che si trova nel Museo civico di Trieste).
Nella chiesa di San Bartolomeo a Monte Oliveto si trova una sua opera, Madonna che appare al beato Bernardo Tolomei; su un altare dell'oratorio della Compagnia del Sacramento di Castelfranco di Sopra c'è la tela con San Giuseppe, santa Lucia e angeli, datata 1675; nel convento delle Celle a Cortona, Madonna che offre il Bambino a san Felice da Cantalice ; nella chiesa di San Biagio a Casale c'è la tela con la Madonna, il Bambino e i santi Rocco e Lucia. Nel Museo del Tesoro dell'Impruneta è esposto il Reliquiario di san Sisto, realizzato da Simone Pignoni nel 1614.
Il Museo di Santa Verdiana ospita un suo quadro,  Elemosina di san Tommaso da Villanova .
Altri dipinti dell'artista sono: Santa Cecilia, David e Abigail, Ester ed Assuero,  Rinaldo e Armida, le Figlie di Pelia ingannate da Medea, la Morte di santa Petronilla.
Tra i suoi allievi si annoverano Francesco Botti e Giovanni Camillo Ciabilli.